# Висівки

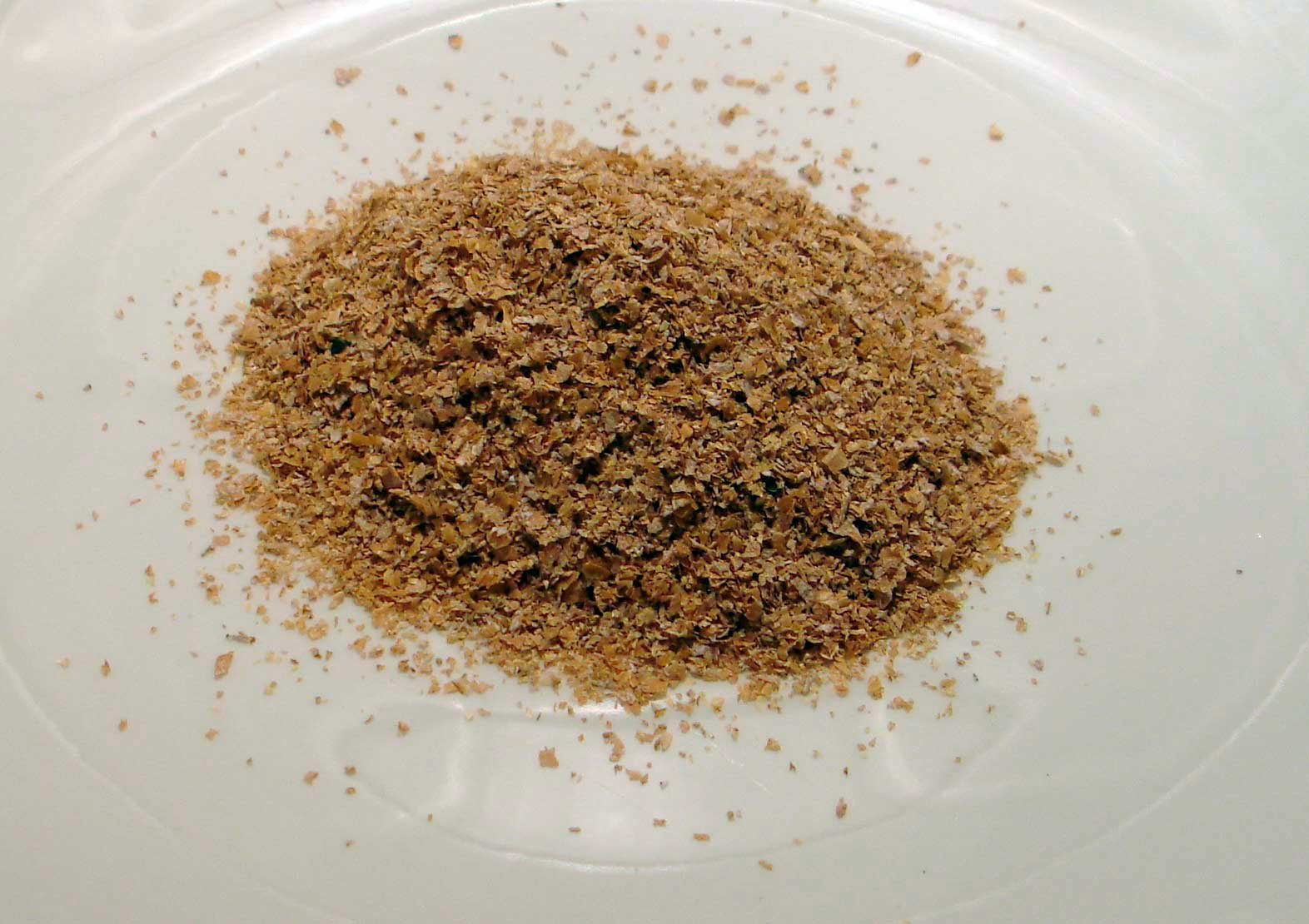
Пшеничні висівки

Ви́сівки — побічний продукт борошномельного виробництва, являє собою тверду оболонку зерна, яку отримують при подрібненні зерна та сортуванні його часток за розміром і масою.

## Види висівок
Залежно від виду зерна, яке перероблюється, висівки бувають пшеничні, житні, ячмінні, рисові, гречані та інші. За ступенем подрібнення можуть бути грубі (великі) й тонкі (дрібні).
У сухому стані пшеничні висівки — це подрібнені частки розміром до 2 мм, від білого до сірого кольору.

## Застосування у кулінарії
Значна кількість висівок у хлібі знижує його засвоюваність, невелика домішка — покращує смак, підвищує перистальтику кишки.
Пшеничні висівки є джерелом ряду біологічно активних речовин та харчових волокон і містять у середньому 15,1 % білків, 3,8 % жирів, 53,6 % вуглеводів, 8,2 % клітковини, їх додають до різних страв (перших, киселів, желе, виробів з котлетної маси, голубців та ін.). Із пшеничних висівок можна готувати кондитерські вироби або замінювати ними 30-50 % пшеничного борошна при випіканні булочок, печива; їх рекомендується використовувати у стравах з сиру, гарбуза, запіканок і бабок.
Перед використанням пшеничні висівки просіюють і підсушують у жаровій шафі при температурі 90 °C протягом 15 хв.

## Використання в їжу
Висівки (в основному пшеничні та житні) — цінний корм для усіх видів сільськогосподарських тварин. Поживність висівок залежить від вмісту борошнистих частинок (чим менше борошна і більше оболонок, тим нижча поживність). Хімічний склад пшеничних висівок у середньому (%): води 14,8; білків 15,5; жирів 3,2; клітковини 8,4; безазотистих екстрактивних речовин 53,2; попелу 4,9. В 100 кг висівок — 71—78 кормових одиниць і 12,5—13 кг перетравлюваного білку.
Найчастіше висівками годують молочну худобу, також використовують у великих кількостях при відгодівлі та вирощуванні молодняку. Коням та свиням висівки дають у вигляді бовтанки, великій рогатій худобі та вівцям або у вигляді мішанини з солом'яної січки і полови, або з водянистими кормами.
Дуже великі кількості висівок при тривалих годівлях, можуть викликати у тварин послаблення травних органів. У деяких виключних випадках надмірна годівля висівками може спричинити створення каміння з фосфорнокислих солей: у коней — у товстій і сліпій кишках, у овець — в сечовому міхурі.

## Інші застосування висівок
Лляні висівки застосовують для припарок, гірчичні — для гірчичників, мигдалеві — для пом'якшення шкіри обличчя та рук.